# 흡수대

온실 기체에 의해 생성된 지구 대기권의 흡수 대역과 그로 인한 전파 방사선에 대한 영향

흡수대(吸收帶, 영어: absorption band)은 주파수 영역의 걸쳐 물질에 의해 흡수된 전자기 복사의 파장을 말한다.
양자역학에 따르면 원자와 분자는 특정 정의된 양의 에너지만 보유하거나 특정 상태로 존재할 수 있다. 이러한 전자기 방사선의 양자가 원자나 분자에 의해 방출되거나 흡수될 때 방사선의 에너지는 원자나 분자의 상태를 초기 상태에서 최종 상태로 변화시킨다. 흡수선은 물질의 초기 상태에서 최종 상태로의 특정 전이 특성인 전자기 스펙트럼의 파장, 주파수 또는 에너지 범위이다.

## 같이 보기
- 흡수 스펙트럼
- 스펙트럼